# Hluchivský rajón
Hluchivský rajón (ukrajinsky Глухівський район) byl rajón v Sumské oblasti na Ukrajině. Hlavním městem byl Hluchiv a rajón měl přibližně 23 tisíc obyvatel. 

## Sídla v rajónu
- Esmaň
- Hluchiv
- Šalyhyne